# Universal City/Studio City (métro de Los Angeles)
Universal City/Studio City est une station du métro de Los Angeles desservie par les rames de la ligne B et située dans le quartier de Studio City à Los Angeles en Californie.

## Localisation
Station souterraine du métro de Los Angeles, Universal City/Studio City est située sur la ligne B à l'intersection de Campo de Cahuenga et de Lankershim Boulevard à Studio City, quartier du nord de Los Angeles. La localité non incorporée de Universal City est située au nord-est de la station, alors que la U.S. Route 101 borde la station au sud. À partir du centre-ville de Los Angeles, il s'agit de la première station dans la vallée de San Fernando après avoir parcouru un tunnel de 5,2 kilomètres sous les monts Santa Monica.
Elle dessert aussi le parc d'attractions Universal Studios ainsi que le Universal CityWalk.

## Histoire
Universal City/Studio City est mise en service le 24 juin 2000, lors de l'extension de la ligne B jusqu'à North Hollywood.

## Service

### Accueil

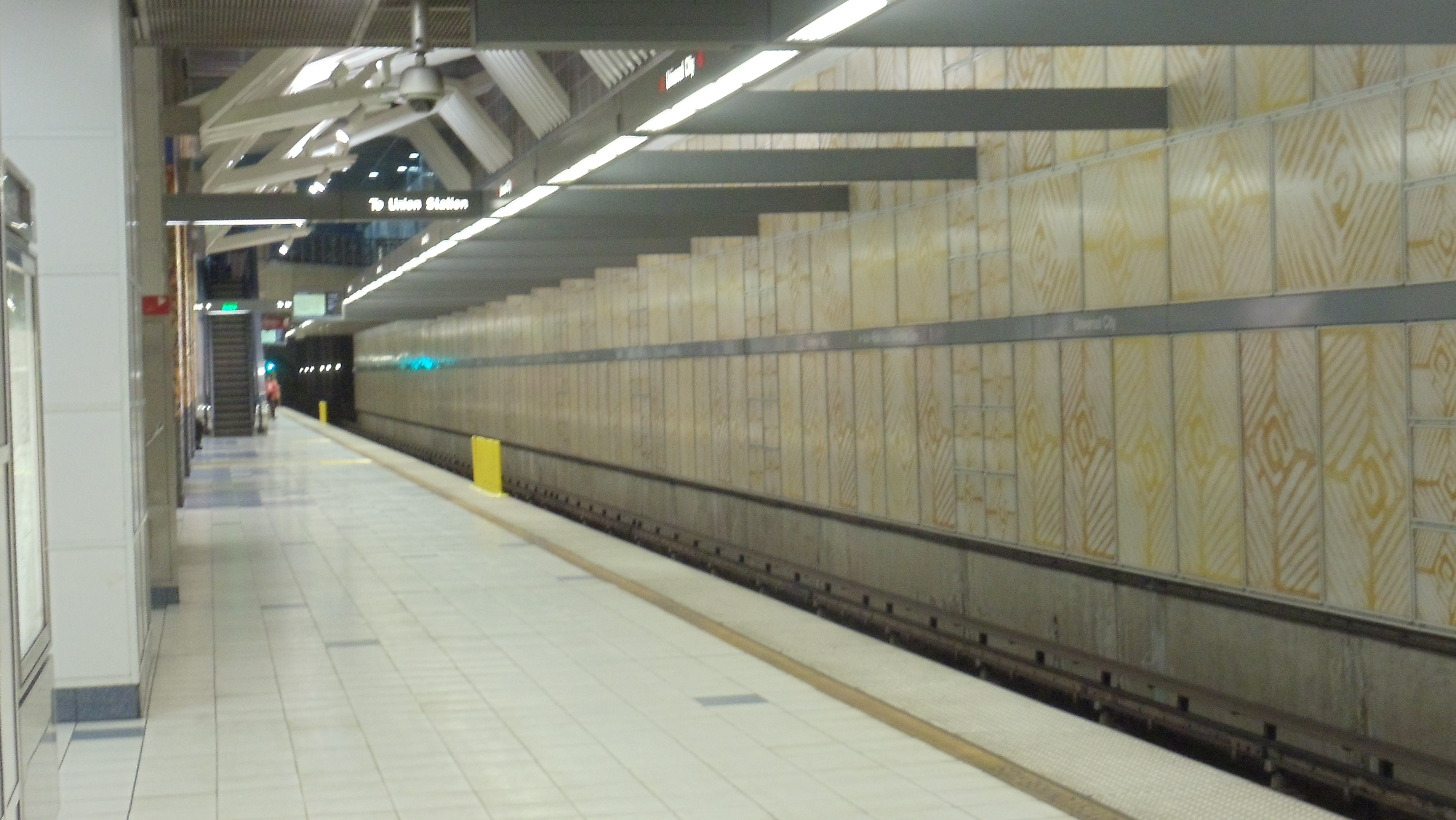
Plateforme.
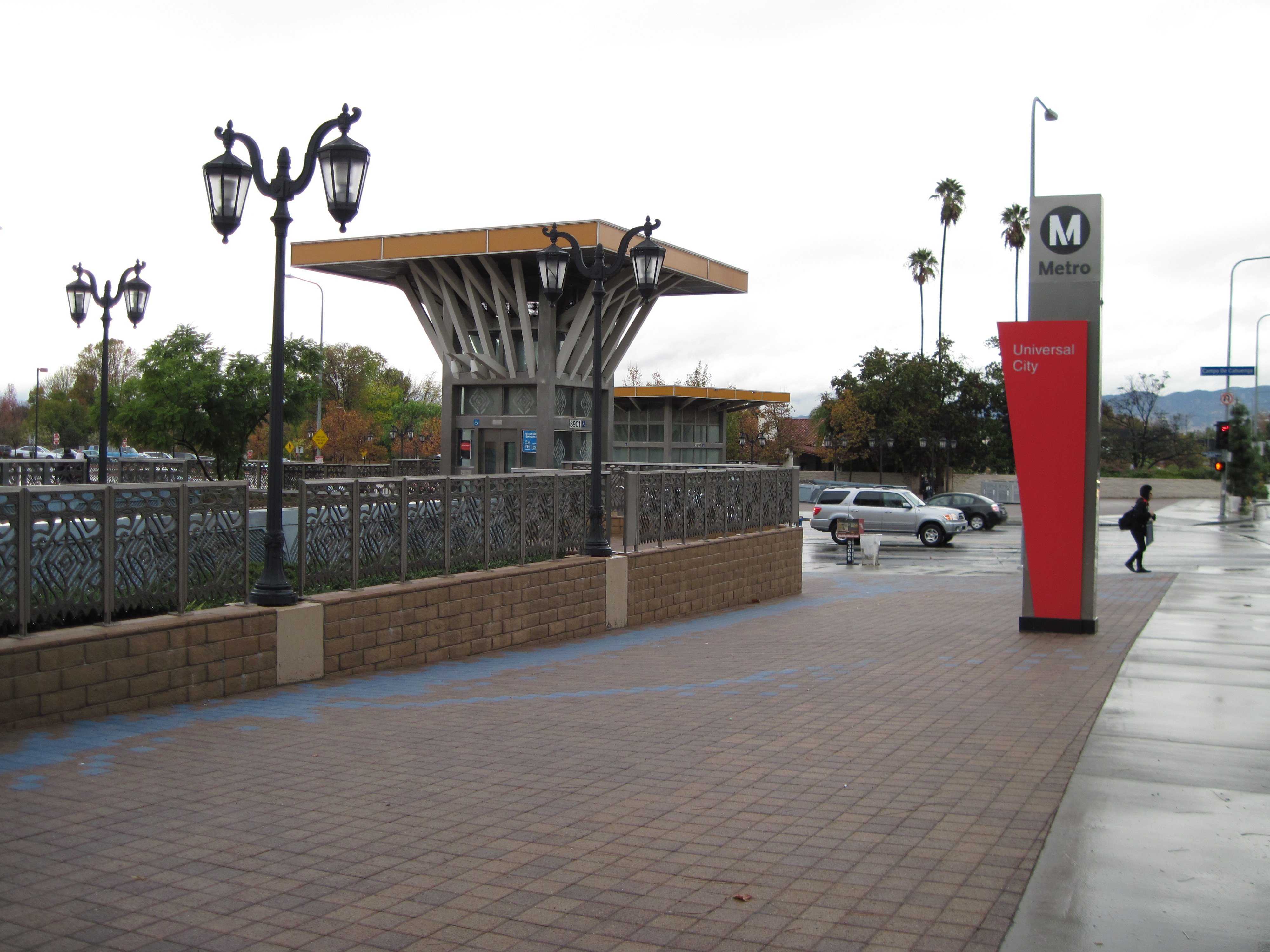
Panneau signalant la station.
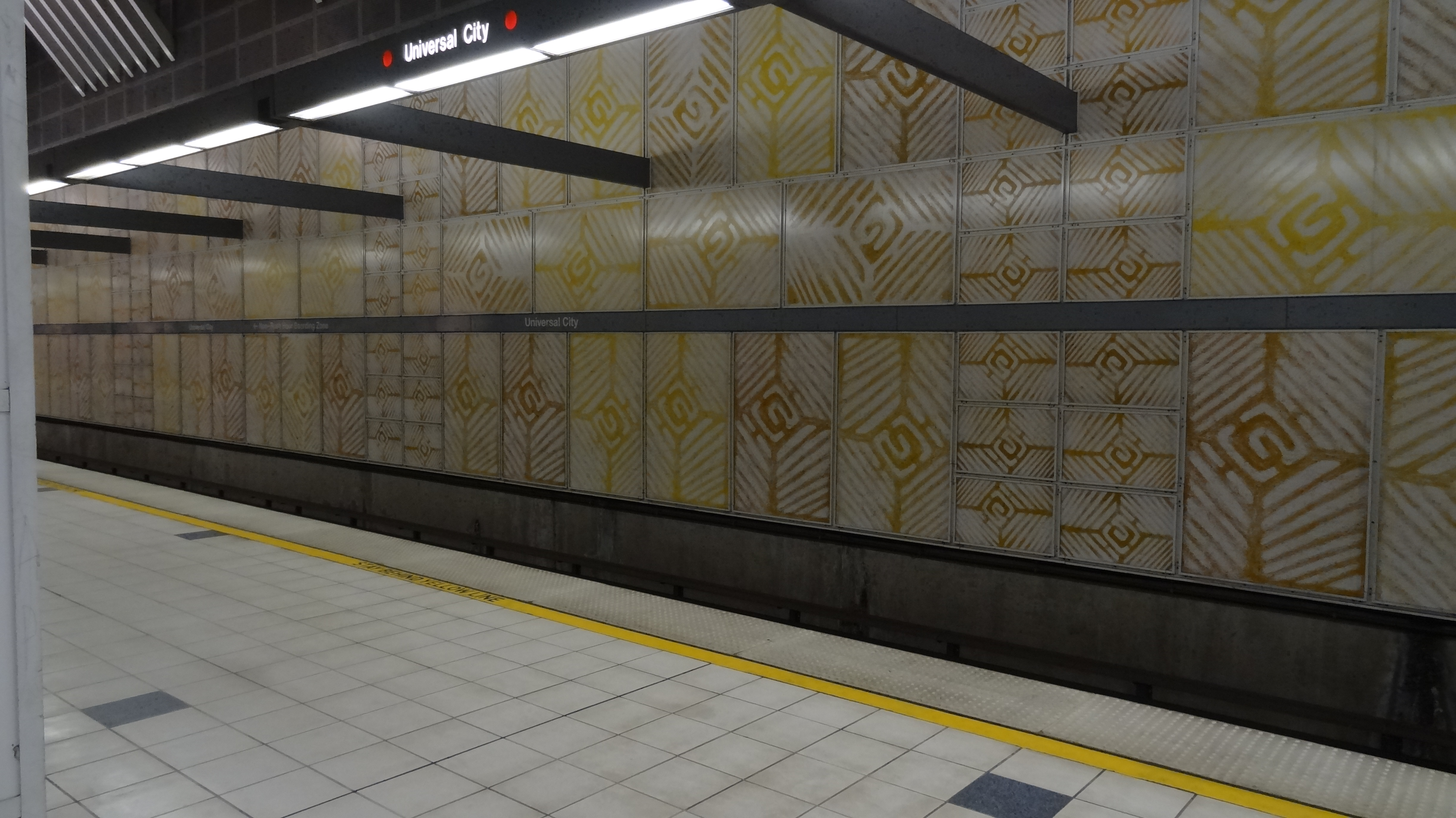
Détail du mur en mosaïque.

### Desserte
Universal City/Studio City est desservie par les rames de la ligne B du métro.

### Intermodalité
La station est desservie par les lignes d'autobus 150, 155, 224, 237, 240, 656 et 750 de Metro.

## Architecture et œuvres d'art
La station héberge trois œuvres, intitulées Saint Louis is our Salvation, Tree of Califas et Universal Delights.